# 綱取物語
『綱取物語』（つなとりものがたり）は、1993年に平和が開発、発売した大相撲をモチーフとしたデジパチ。通称数珠繋ぎ連荘タイプ。『麻雀物語』、『ダービー物語』、『プリンセス物語』に続く物語シリーズ。

## 特徴
大当たり乱数の拾い易さが異なる、天国モード（大当たり確率約1/37）、ノーマルモード（大当たり確率1/247）、地獄モード（確率約1/988）の3つのモードが存在した。大当たりラウンドでVゾーンに連続4個の入賞を果たした場合モードが切り替わる仕組みになっている。だがこの方式のモード移行はノーマルモードと地獄モードだけで、天国モード中の大当たりは1ラウンド目のアタッカーが開放した瞬間モード移行してしまうので連チャンを促進させるようなことは出来ない。各モードの振り分けは天国モード50%、ノーマルモード33.4%、地獄モード16.6%。電源投入時はノーマルモードであるため、閉店後も終日電源を切らないまま営業したり、逆に朝一は電源再投入を強調したりするなどホールによって扱いがさまざまであった。そのため、ホール選びも重要な要素であった。
また、本機種ではハズレリーチの図柄に偏りがあり、「横綱」や「五」などのリーチが出現しやすい反面、「大関」や「七」などのリーチは出現しにくかった。大当たりの図柄では全てが均等に選ばれるため、結果的に図柄によってリーチの信頼度が異なるという特徴があった。
2001年7月に本機をリメイクした『CR新綱取物語K』、『CR新綱取物語J』、『新綱取物語V』が発売された。更に2007年8月には『CR綱取物語M4AX』として再びリメイク。確率変動非告知の特性を利用して初代のゲーム性を再現している。
リーチアクションとして、当時では珍しい「スーパーリーチ」が採用され、ノーマルリーチが停止したあと、軍配をモチーフとした出目が「ノコッタノコッタ」と回転した。

## スペック
- 大当たり確率：1/247（メーカー発表）
- 最高ラウンド数・カウント数：16R・10C
- 賞球数：7&15

## 関連商品

### ゲームソフト
- HEIWA パチンコグラフィティ Vol.2（アクアルージュ、1999年12月、プレイステーション用ゲームソフト）
- HEIWA Parlor! PRO 綱取スペシャル（日本テレネット、2002年3月、プレイステーション用ゲームソフト）

### CD
- 涙の綱取物語（歌：笑福亭鶴光、1994年7月21日、ポニーキャニオン、シングル）

## ゲーム
- オンラインゲームサイト『777town.net』にてプレイが可能である。